# Haplocheirus
Haplocheirus – rodzaj teropoda z grupy Alvarezsauroidea żyjącego w późnej jurze na obecnych terenach Azji. Został opisany w 2010 roku przez Jonaha Choiniere'a i współpracowników w oparciu o niemal kompletny, zachowany w trzech wymiarach szkielet (IVPP V15988), nieobejmujący jedynie końcowych kręgów ogonowych oraz grzbietowej strony kości biodrowych. Zachowana długość holotypu wynosi około 140 cm, a długość całego zwierzęcia szacuje się na 190–230 cm. W chwili śmierci holotyp był prawdopodobnie młodym dorosłym lub osobnikiem bliskim osiągnięcia dorosłości. Jego skamieniałości odnaleziono w datowanych na oksford osadach formacji Shishugou w Basenie Dżungarskim na terenie chińskim regionie autonomicznym Sinciang. Podobnie jak Shuvuuia, Pelecanimimus, terizinozauroidy i troodonty, Haplocheirus miał co najmniej trzydzieści zębów w kości szczękowej. W przeciwieństwie do stożkowatych i niepiłkowanych zębów Shuvuuia i mononyka, zęby Haplocheirus były zakrzywione i lekko piłkowane na tylnej krawędzi. Sugeruje to, że Haplocheirus był drapieżnikiem, podczas gdy bardziej zaawansowane alwarezaury, mające uproszczone uzębienie, przypuszczalnie odżywiały się owadami. Drugi i trzeci palec dłoni były jedynie nieznacznie zredukowane, co wskazuje, że kończyny przednie Haplocheirus były w pełni funkcjonalne i prawdopodobnie zdolne do chwytania, w przeciwieństwie do kończyn bardziej zaawansowanych przedstawicieli Alvarezsauroidea.
Według analizy filogenetycznej przeprowadzonej przez Choiniere'a i współpracowników Haplocheirus jest najbardziej bazalnym przedstawicielem Alvarezsauroidea, jedynym nienależącym do Alvarezsauridae. Jest także starszy o co najmniej 63 mln lat od kolejnego najstarszego znanego alwarezauroida, co sugeruje, że przedstawiciele tego kladu wyewoluowali w Azji. Ponieważ Haplocheirus jest również jednym z największych alwarezauroidów, wskazuje to, iż Alvarezsauroidea stopniowo zmniejszały swoje rozmiary, co jest zjawiskiem rzadkim u dinozaurów nienależących do Paraves. Przynależność Haplocheirus do Alvarezsauroidea potwierdzają późniejsze analizy filogenetyczne przeprowadzone przez Sentera i współpracowników (2012), Turnera i współpracowników (2012) oraz Choiniere'a i współpracowników (2012); natomiast według analizy przeprowadzonej przez Lee i Worthy'ego (2012) Haplocheirus był bazalnym ornitomimozaurem.
Nazwa Haplocheirus pochodzi od zlatynizowanego greckiego słowa haplocheir, oznaczającego „prosta dłoń”, i odnosi się do niewystępowania u Haplocheirus specjalizacji nadgarstka obecnych u zaawansowanych przedstawicieli Alvarezsauroidea. Nazwa gatunkowa gatunku typowego, sollers, po łacinie oznacza „zręczny”, co jest nawiązaniem do hipotezy, że Haplocheirus był w stanie poruszać palcami w sposób, w jaki nie potrafiły bardziej zaawansowane alwarezaury.